# 王沖 (三國)
王沖（？年—？年），表字不詳，益州廣漢人，或為犍為人。三國時蜀漢及曹魏官員。

## 生平
《三國志》中對王沖的記述很少，主要附在《費詩傳》中。是江州督李嚴的部屬，任犍为郡督郵時曾利用職權請求犍为太守李嚴發文到資中縣希望程貞玦能嫁給他。
後擔任牙門將，因為被李嚴憎惡，懼怕李嚴會對付他，於是投降曹魏。曹魏任命王沖當樂陵太守。
李鴻投降蜀國後會見諸葛亮，提及見過孟達，正在和王沖見面，王沖說孟達投降曹操後，諸葛亮想殺了孟達的家人，但劉備沒有答應，孟達沒有相信王沖的話。諸葛亮為了得到孟達作外援，寫了信給孟達，信中提及知道了王沖的言論，讚揚孟達了解他，沒有相信王沖的話。